# 桐朋中学校・高等学校
桐朋中学校・高等学校（とうほうちゅうがっこう・こうとうがっこう）は、東京都国立市中に所在し、中高一貫教育を提供する私立男子中学校・高等学校。
高等学校において、中学校もしくは小学校から入学し、または幼稚園から入園した内部進学の生徒と高等学校から入学した外部進学の生徒が高等学校第1学年から混合してクラスを編成する併設混合型中高一貫校。学校法人桐朋学園によって運営されている。

## 概要
桐朋学園男子部門の一つであり、桐朋学園女子部門である桐朋女子中学校・高等学校とは併設校の関係である。
「桐朋」の名称は、桐朋学園の前身母体である山水育英会が戦後解体の危機に陥った際、これを救った東京文理科大学・東京高等師範学校（後の東京教育大学、現在の筑波大学）の校章「五三の桐」に由来し、同校との協力の関係「桐の朋（とも）」を意味する。そのため現在でも、毎年同校からの体育の教育実習の受け入れを行っている。同じく「桐」を学校名に用いている桐蔭学園とは関係はない。

### 教育目標
- 自主的態度を養う
- 他人を敬愛する
- 勤労を愛好する

## 校風
元々軍人子弟養成の学校であったが開校すぐに終戦を迎えたため、軍系列として廃校の危機を迎えた。そこで、旧東京教育大学（現筑波大学）の支援を得て校内を刷新した。
学費などを定めた学則以外に、他校では一般的に制定されている校則は他校と比べると格段に少ない自由な校風である。

## 沿革
- 1940年11月 - 山下亀三郎の私財一千万円に基き、財団法人山水育英会設立。
- 1941年3月 - 財団法人第一山水中学校設立。「山」は陸、「水」は海を意味しており、当時は転勤の多い陸海軍の子弟の教育を目的とする学校であった。
- 1942年10月 - 諸工事完成。落成式は10月30日。この日を創立記念日とする。
- 1947年4月 - 財団法人山水育英会および第一山水中学校解散。敗戦後、軍国主義の学校と見なされて解体の危機に瀕していた時、東京文理科大学（現：筑波大学）が引き取って財団法人桐朋学園設立。同大学の務台理作学長が桐朋学園初代の理事長と校長を兼任。学校は新学制により桐朋第一中学校として再発足。
- 1948年4月 - 桐朋第一中学校を桐朋中学校と改称。新学制による桐朋高等学校設立。
- 1949年2月 - 校歌制定。
- 1950年1月 - 財団法人桐朋学園を学校法人桐朋学園に組織変更。
- 1951年10月 - 図書館設立。
- 1956年8月 - PTA寄贈のプール完成。
- 1959年4月 - 桐朋学園小学校を併設。
- 1961年10月 - 創立20周年記念事業として学園綜合建設計画発表。
- 1981年3月 - 体育館新築完成。
- 1985年3月 - プール・クラブ器具庫落成。
- 1992年3月 - 高III棟校舎新築完成（50周年記念事業）。
- 2008年4月 - 2009年度からの高校推薦入試廃止を決定。
- 2012年6月-2016年12月 - 桐朋学園男子部門創立75周年記念事業。
- 2013年6月 - 教科教室棟・事務棟新築落成。
- 2014年6月 - 共用棟・新高校棟新築落成。
- 2015年7月 - 新中学棟新築落成。
- 2016年12月 - 外構（正門等）工事終了。

## 交通
出典 : 
電車
| 路線名   | 最寄り駅 | 徒歩所要時間 |
| -------- | -------- | ------------ |
| JR中央線 | 国立駅   | 15分         |
| JR南武線 | 谷保駅   | 15分         |

バス
| 運行事業者 | 乗車駅       | のりば  | 系統                     | 下車停留所            |
| ---------- | ------------ | ------- | ------------------------ | --------------------- |
| 立川バス   | 国立駅       | 南口4番 | 国10・国10-2・国11・国12 | 「桐朋」、徒歩1分     |
| 立川バス   | 国立駅       | 南口6番 | 国13-2・国14・国15-2     | 「桐朋」、徒歩1分     |
| 京王バス   | 府中駅       | 2番     | 国17                     | 「桐朋学園」、徒歩1分 |
| 京王バス   | 聖蹟桜ヶ丘駅 | 3番     | 国18                     | 「桐朋学園」、徒歩1分 |

## 入試
- 中学入試は2回実施され、第1回は約120人、第2回は約60人の募集定員で、国語、算数、社会、理科の4教科で判定される。
- 高校入試は約50人の募集定員で、国語、数学、英語の3教科で判定される。

## 施設
- 図書館
- CALL教室
- コンピュータ教室
- グラウンド（300ｍトラック、バレーボールコート（6面）があり、サッカー公式試合が行える東グラウンド・両翼90ｍ余りの野球場がある西グラウンド）
- 体育館（バスケットコート2面が取れる第1体育室・10台の卓球台常設の第2体育室・鉄棒、跳び箱、床運動、球技など多目的用途の第3、第4体育室・169畳ある柔道場・視聴覚設備を備える保健教室・トレーニングルーム）
- 25mプール
- プラネタリウム
- 天文ドーム
- 太陽観測所
- みや林

戦時中は御真影を収めていたことから「宮林」と呼ばれていた。終戦後、みや林あるいは御屋林と改められた。
- 多目的ラウンジ
- 関心ラウンジ
- ホール（集会室、約390名収容可能）
- 食堂
- 購買部
- パン屋
- 保健室
- カウンセリングルーム

- 入口（2018年4月撮影）
- 東グラウンド（「国立マンション訴訟」物件が見える）（2018年3月撮影）
- 新：教科教室棟（2013年竣工）

## 進路
詳細は公式サイトを参照。大学入試結果

## 年間行事
- 04月 - 入学式
- 05月 - 遠足（中学）、高校スポーツ大会、中間考査
- 06月 - 桐朋祭（上旬の土、日、月曜日）、中学スポーツ大会、高校演劇教室
- 07月 - 期末考査、林間学校（中1磐梯・中2尾瀬・高1白馬）、夏期講習、英国ケンブリッジでの語学研修（高1・高2の希望者）、夏休み
- 08月 - 夏休み、広島学習旅行・沖縄学習旅行、ブリティッシュ・ヒルズ（福島県）での語学研修（中3で希望した者）
- 09月 - 中学運動会、高校スポーツ大会、中学・学校説明会
- 10月 - 修学旅行（中3・高2）、クラスの日（中1・中2）、高1学年の日、創立記念日（30日）
- 11月 - 中間考査、自由研究展示会
- 12月 - 期末考査、中2スキー教室（初心・初級者の希望者）
- 01月 -
- 02月 - 中学入試（1日、2日）、高校一般入試（10日）、中2音楽会
- 03月 - 高1音楽会、期末考査、卒業式
- 不定期 - 中学狂言教室（3年ごと）

- 正門（2019年6月撮影）
- 正門付近より入口を見る（2019年6月撮影）
- 北門（2018年3月撮影）

### 桐朋祭
毎年6月の第1週に行われる学園祭。来場者数の合計はおよそ1万人であり、桐朋最大の行事といえる。
クラス単位の出し物はほとんどなく、各クラブや有志団体がほとんどである。各クラブ、特に文化部はそのほとんどが何らかの形で出展している。露店および喫茶では現金は使用できず、食券を購入する必要がある。2024年度（第73回）より、一部でキャッシュレス決済が導入され交通系ICカードが利用できる。
その他、中学生による学年単位での展示である「学年参加」、自由研究の展示、生徒会やPTAのバザー、桐朋祭実行委員会主催の著名人講演会などがある。
また、高校生によるバンド団体もあるが、ステージ上では演奏せず一教室を締め切って「ロックエリア」とし、そこで演奏を行っている。
2020年度の同祭は、新型コロナウイルス感染拡大の影響により9月に延期した上で、参加者を在校生のみに絞る・飲食参加団体の出店を中止するといった感染対策がとられた。またオンラインによる企画を充実させる試みがとられた。
- 桐朋祭（2019年6月撮影）
- 同左（2019年6月撮影）
- 同左（2019年6月撮影）
- 同左（2019年6月撮影）

### 遠足
中学1〜3年生の行事。毎年5月上旬に実施されている。中1が高水三山、中2が日の出・大塚山、中3が裏高尾縦走である。なお、遠足委員の生徒は、遠足担当の教員と一緒に下見を行い、ホームルームで他の生徒に報告をする。

### クラスの日
中1、中2の行事。クラスごとに1泊2日または日帰りを2回で希望する場所に行く。決められた予算内で各クラスで選出された生徒が旅行会社の担当者と共に準備を進める。

### 林間学校
中1、中2、高1の行事。中1が磐梯、中2が尾瀬、高1が大町にそれぞれ3泊4日で行く。中1では磐梯山、高1では立山に登る。中2では戸倉で1泊した後、尾瀬ケ原の山小屋で一泊し、その後戸倉で1泊する。

### スポーツ大会
中学は6月の1回、高校は5月と9月の2回行われ、サッカー、ソフトボール、バスケ、バレー、卓球の5種目（ただし中学1年生はバレーを除き、中学生はドッジボールを行う）がクラス間で争われる。2007年の秋、各競技の代表が走る、150mリレーが行われたが、2008年度以降は行われていない。特に高校には運動会がないため、貴重なクラス単位での行事である。運動会と違って平日に行われ、保護者の参観は基本的にはない。

### 中学運動会
例年9月下旬頃に行われる。種目は学年別団体競技、色別対抗競技の二種類に分かれる。学年別団体競技は1年が棒引き、2年が騎馬戦、3年が棒倒しとなっている。色別対抗競技はいわゆる縦割りである。大繩や綱引きなどが行われる。運動会の種目決めから運営まで全て生徒会が行っており、特に運動会担当の生徒会役員が非常に活躍している。

### 中学修学旅行
中3の行事。例年10月に4泊5日の計画で北東北を巡る。三内丸山遺跡、奥入瀬渓流、龍泉洞、田老、中尊寺などを見学する。基本的にはクラス別行動だが、三日目のみは事前に設定、選択しておいたコース別行動になる。また、事前学習として、地学の授業では東北地方太平洋沖地震と田老の津波を学び、国語の授業では『おくのほそ道』の暗誦が行われている。

### 高校修学旅行
高2の行事。例年10月に行われている。京都方面に4泊5日の計画で行われる。クラスごとに関西、四国、中部、中国などの希望する各地に2泊したのち、3日目夕方に京都市に全クラス集合して、2泊したのち帰京する。
前年度1月ごろから準備委員会が結成され、京都やその他の行き先の下調べが始まる。高2の4月に修学旅行委員会として結成され、各クラスで希望の行き先などの話し合いを始める。選択可能な地域は、伊勢、大阪、奈良、神戸、紀伊、広島、高松、松山、金沢などがある。クラスごとに、修学旅行委員が旅行会社の担当者と共に準備を進める。
修学旅行直前には、結団式が行われ、修学旅行委員から注意事項が伝えられたり、旅行先の予備知識を身につけるための簡単なレクリエーションが行われる。
行程3日目の夕方に全クラスが京都に集合する。行程4日目は、クラス内で作られた班ごとに京都市周辺（市内・宇治市など）を散策する。行程5日目はコース別行動となり、あらかじめ希望したコースで見学・体験などを行う。なお、京都では人数の関係で分宿するため、全行程で学年全員が一堂に会するのは、ここが最初で最後である。

### プロフェッサー・ビジット (PROFESSOR VISIT)
「プロフェッサー・ビジット」とは、国立大学13クラスごとに国各地の高校を訪れ、最先端の研究成果や、大学での学びの楽しさを伝える企画である。電気通信大学大学院情報理工学研究科の横井浩史教授による、タイトル「サイボーク技術と福祉医用機械」についての出張講義が2018年11月20日に開催された。

## 生徒会活動
中学・高校にそれぞれ生徒会が存在する。制度上の組織構成は中学、高校とも全く同じである。原則すべて生徒が自主的に運営する。教職員としては生徒会担当教員がおり会則上、生徒会は助言を受けるとされている。

### 生徒総会
生徒会の最高機関で、全生徒会員による。中学、高校は別々に学期に1回開かれる。中高共通事案については学園総会があるが、中高全体では人数過多のために開催場所がないため、中学生徒総会での予算案否決に係る臨時総会を除き近年は開かれていない。

### 中央委員会
中学高校の総務委員や各委員会委員長、クラブ評議会議長以下三役などによって構成される、総会に次ぐ機関である。クラブ・同好会の設立および改廃など、生徒会運営上の実質的な審議権を持つ。
中高の主要役員全員が参加する必要があるため、2008年度1学期までは重大な議案が発生した時しか開かれなかったが、2008年度2学期より総務委員会の方針変更によって生徒会会則の規定に則り定期開催されるようになった（会則の規定上、中央委員会は1か月に1度以上開催される必要がある）。
直属の下部組織には桐朋祭（文化祭）実行委員会や新聞局、スポーツ大会実行委員会、図書委員会などがある。中央委員会が定めた中央委員会内規が存在し、それに従って活動を行う。中央委員会が任命した中央委員会会計（高校総務委員会副委員長が任命される）が各クラブ・委員会の予算運用を1人で行い、次年度の予算案編成も中央委員会会計を中心に編成される。

### 選挙管理委員会
中学1,2年生の各クラス1人の計12名で構成される中学選挙管理委員会と、中学3,高校1,2年生の各クラス1人の計18名で構成される高校選挙管理委員会がある。総会における投票の集計、正副総務委員長の選出、罷免に関する一切の事務、管理を行う。

### 総務委員会
中高それぞれ8名の委員（総務委員長1名・同副2名・指名総務3名・生徒委員会議長・生徒委員会副議長）で構成される。事実上、総務委員長が他校との交流などの際は生徒会長の役割を果たす。引き継ぎには年度末の校内合宿がある。近年では都立国立高校や桐朋女子中・高、開成中学との共同活動も実施している。

### 生徒委員会
各クラスより4名の生徒委員が選出され、構成される。中学は72名、高校は84名。生徒委員会には議長と副議長が存在し、立候補制である。他の学校でいう「HR委員会」のような役割を果たす。生徒委員は、月に1回開催される定例会に出席する必要がある。また、桐朋祭で生徒委員会では企画を実施している。中学生徒委員会では荷物預かり、高校生徒委員会では校内案内を実施しており、生徒委員は1人当たり約1時間のシフトが与えられている。

### 会計監査委員会
各委員会や部活動への監査権限を持つ、完全な独立機関である。委員はすべて学年別に生徒全員の選挙によって選出される。

### 桐朋祭実行委員会
高校1年の2学期から委員募集が始まる。組織としては、実行委員長をトップに、副実行委員長、そして総務・物品・会計・飲食・音響・プログラム・催し物・装飾の各委員長および委員から構成される。コロナ期間中にはコロナ対策班が置かれたが、2023年度以降は置かれていない。任期は10月1日から翌年9月30日まで。

### 新聞局
校内新聞「PRESS TOHO」を毎学期に1度、中高それぞれで発行する。新聞局は独立組織であり、中央委員会に属さない。任意募集であるが、毎年中高それぞれ5〜10人程度で運営している。

## 部活動・同好会
36のクラブと4つの同好会がある。各クラブはクラブ評議会に属し、中央委員会会計との協議の上で予算が組まれる。ただし、同好会はこれに属さず、予算もないため各会員の自費で運営される。将棋部に属す囲碁班や交通研究部内の赤とんぼ班などもそれぞれ独自予算が組まれ、ロッカーや部室も別々であり、他のクラブとは特に変わらない。

### 運動部
- 体操部
- バレーボール部
- 陸上競技部
- ソフトテニス部
- 卓球部
- バスケットボール部
- 野球部
- サッカー部
- 柔道部
- 水泳部
- 剣道部
- ワンダーフォーゲル部
- 空手部
- バドミントン部
- ラグビー部
- スキー部
- サイクリング部
- オリエンテーリング部
- ゴルフ部

### 文化部
- ルーツミュージックソサエティー（通称RMS）
- 生物部
- 地学部
- 化学部
- ESS (English Speaking Society)
- クイズ研究部
- 社会部
- 美術部
- 文芸部
- 音楽部
- 写真部
- 桐朋電子研
- 交通研究部鉄道研究班
- 交通研究部赤とんぼ班
- 将棋部
- 将棋部囲碁班
- コンピューター部
- コーラス部
- パズル部

### 同好会
- 釣り同好会
- 縄跳び同好会
- 菜園同好会
- ボードゲーム同好会

- 受賞賞状等（2014年8月撮影）
- 受賞賞状等（2018年4月撮影）
- 同左（2018年4月撮影）
- 同左（2018年4月撮影）
- 同左（2018年4月撮影）

## 著名な出身者

### 政治
- 五十嵐文彦 - 元衆議院議員、元財務副大臣
- 大坪冬彦 - 東京都日野市長、多摩都市モノレール取締役
- 加藤育男 - 東京都福生市長
- 並木正芳 - 元衆議院議員
- 簗和生 - 衆議院議員
- 山田啓二 - 元京都府知事、元全国知事会会長
- 森中高史 - 元自治官僚、守山市長（52期）

### 行政
- 伊佐山建志 - 元特許庁長官、元日産自動車副会長
- 四宮信隆 - 駐ポルトガル共和国特命全権大使、元法務省大臣官房審議官
- 高橋毅 - 元米州開発銀行理事、高橋はるみ元北海道知事の夫
- 西正典 - 元防衛事務次官、防衛大臣政策参与
- 辻秀夫 - 元防衛省防衛大学校副校長
- 原田武夫 - 元外交官、原田武夫国際戦略情報研究所創業者
- 島田丈裕 - 外交官、在米国大使館公使、元大臣官房儀典長（大使）
- 大村昌弘 - 元外交官、元駐フィジー特命全権大使
- 黒田秀郎 - 厚生労働省老健局長

### 経済
- 足立光 - 元日本マクドナルドCMO、元シュワルツコフヘンケル社長・会長
- 新居佳英 - アトラエ創業者・CEO、アルティーリ千葉創設者
- 小椋一宏 - HENNGE創業者・社長兼CTO
- 久保征一郎 - 元ぐるなび社長
- 小林正興 - テックファーム創業者・元社長、元アバントグループCIO&CTO
- 坂本秀行 - 日産自動車副社長、ジヤトコ会長、日本自動車研究所理事長、自動車技術会会長
- 田中裕輔 - ジェイドグループ共同創業者・社長、シャディ会長
- 中里佳明 - 元住友金属鉱山社長
- 生江隆之 - 元三井ホーム社長、元セレスティンホテル社長、桐朋学園同窓会会長
- 廣瀬敏雄 - 元WOWOW社長
- 松田光弘 - NICOLE創業者・社長・デザイナー
- 村松道男 - 小岩井乳業社長
- 渡部亮 - 元野村総合研究所ヨーロッパ社長、法政大学名誉教授
- 株本祐己 - StockSun社長

### 法曹
- 河合弘之 - 弁護士
- 柳俊夫 - 元大阪高等検察庁検事長、元公安調査庁長官
- 山室惠 - 元東京高等裁判所裁判官、元東京大学大学院法学政治学研究科教授

### 学者
- 荒木和博 - 拓殖大学教授、特定失踪者問題調査会代表、予備役ブルーリボンの会代表
- 宇野重規 - 東京大学社会科学研究所教授、渋沢・クローデル賞、サントリー学芸賞
- 大貫卓也 - 多摩美術大学教授、クリエイティブ・ディレクター
- 大屋雄裕 - 慶應義塾大学法学部教授、日本法哲学会奨励賞
- 草光俊雄 - 英国史学者、東京大学名誉教授、元放送大学教授
- 国友直人 - 東京大学大学院経済学研究科教授
- 小田島恒志 - 早稲田大学文学部教授、翻訳家、湯浅芳子賞
- 黒須正明 - 元メディア教育開発センター教授、ユーザインタフェース、特にユーザビリティを研究
- 佐藤博樹 - 東京大学名誉教授、冲永賞
- 重村智計 - 早稲田大学・東京通信大学名誉教授、元毎日新聞社記者
- 鈴木俊貴 - 東京大学先端科学技術研究センター准教授、動物言語学の開拓の第一人者
- 田内幸一 - 一橋大学名誉教授
- 津田雄一 - JAXA教授、総合研究大学院大学准教授、はやぶさ2プロジェクトマネージャ
- 濱中裕明 - 兵庫教育大学准教授
- 福澤直樹 - 名古屋大学大学院経済学研究科教授、社会政策学会奨励賞、フライブルク大学博士
- 松原聡 - 東洋大学副学長・教授、元日本公共政策学会会長、元郵便事業取締役
- 森田真生 - 独立研究者
- 良永康平 - 関西大学副学長・教授、元経済統計学会事務局長

### 医学
- 有賀徹 - 初代労働者健康安全機構理事長、昭和大学病院長、昭和大学名誉教授
- 上西紀夫 - 東京大学医学部胃食道外科教授・医学博士、公立昭和病院長
- 小俣政男 - 東京大学医学部消化器内科教授・医学博士
- 垣添忠生 - 国立がんセンター名誉総長・医学博士、医用原子力技術研究振興財団理事長
- 藤井輝明 - 鳥取大学大学院医学系研究科教授、医学博士
- 尾﨑治夫 - 東京都医師会会長、医学博士、おざき内科循環器科クリニック院長

### 文学
- 赤川次郎 - 作家
- 嵐山光三郎 - 作家、国立市教育委員
- 亀和田武 - コラムニスト・作家
- 五味太郎 - 絵本作家
- 府川充男 - 分析書誌学・印刷史研究者、辞書執筆者、辞書編纂者、タイポグラファー、ブックデザイナー

### 芸術・芸能
- 大木裕之 - 映像作家、現代美術家
- 川島素晴 - 国立音楽大学准教授、日本作曲家協議会副会長、作曲家
- 菊地英二 - THE YELLOW MONKEYのドラマー
- 黒須美彦 - クリエイティブ・ディレクター
- 後上翔太 - 歌手、4人組男性音楽グループ「純烈」メンバー
- Saku Yanagawa - コメディアン、作家
- 宍戸開 - 俳優
- 津田英佑 - 舞台俳優、声優
- 仲井戸麗市 - ギタリスト
- 西島秀俊 - 俳優
- 石原慎之助 - マリンバ奏者
- 早川大地 - 音楽プロデューサー
- 彦坂恭人 - 作曲家、編曲家
- 平井秀明 - 指揮者
- 平井元喜 - ピアニスト
- 平山雄一 - 音楽評論家、俳人
- 山本一慶 - 俳優
- 渡辺淳之介（中退） - 音楽プロデューサー
- キック - コメディアン
- 松井ケムリ - お笑いコンビ「令和ロマン」メンバー

### マスメディア
- 木月洋介 - フジテレビディレクター、プロデューサー
- 長岡大雅 - 九州朝日放送アナウンサー
- 加藤泰平 - テレビ朝日アナウンサー
- 節丸雅矛 - ニッポン放送編成局編成部長、作曲家
- 清水大輔 - TBSアナウンサー

### スポーツ
- 本間二三雄 - 1970年世界体操競技選手権、1974年世界体操競技選手権金メダリスト、「ホンマ」と名付けられたつり輪と平行棒の技を持っている
- 斎藤幸夫 − プロ野球選手（大毎オリオンズ）
- 滝田学 - フットサル日本代表
- 渡辺悠雅 - プロサッカー選手（カマタマーレ讃岐）
- 豊田兼 - 陸上競技選手、短距離走選手、パリ五輪（2024）代表、慶應義塾大学環境情報学部在学

### その他
- 藤本満 - 牧師、イムマヌエル綜合伝道団代表
- 村上淳 - プロ雀士、元Mリーガー
- 海藤春樹 - 照明デザイナー

## 桐朋学園の構成
男子部
- 桐朋学園小学校 ※男女共学
- 桐朋中学校
- 桐朋高等学校

女子部
- 桐朋幼稚園 ※男女共学
- 桐朋小学校 ※男女共学
- 桐朋女子中学校・高等学校（普通科）
- 桐朋学園芸術短期大学 ※男女共学

音楽部
- 子供のための音楽教室
- 桐朋女子高等学校（音楽科）※男女共学
- 桐朋学園大学
- 桐朋学園大学院大学（富山市）
- 桐朋オーケストラ・アカデミー（富山市）